# Don't Cry Daddy
"Don't Cry Daddy" es una canción de 1969 escrita por Mac Davis y grabada por Elvis Presley. La canción fue lanzada como sencillo con "Rubberneckin'" en la cara B  y ambas alcanzaron el puesto número seis en la lista de éxitos pop Billboard Hot 100 de los Estados Unidos en enero de 1970.  Asimismo la canción logró acceder a los primeros puestos de varias listas a nivel mundial. 
El disco alcanzó automáticamente el mismo día de su lanzamiento el 21 de enero de 1970, la certificación de la RIAA como disco de oro y tras la revisión de la RIAA de las ventas registradas de Elvis en 1992, fue certificado como disco de platino. Una semana más tarde de la salida de "Don't Cry Daddy" al mercado en formato sencillo, el álbum From Elvis in Memphis, que también incluía la canción, alcanzó la categoría de oro el 28 de enero de 1970. El diseño de la portada del sencillo tanto en los Estados Unidos como en varias ediciones europeas tuvo como imagen un primer plano de Elvis durante el segmento acústico de su especial televisivo de la NBC en 1968,  formato considerado como el primer unplugged de la historia y que serviría como modelo al posterior MTV unplugged. 

## Concepto
La canción se desarrolla en la mente del marido y los hijos de una mujer que ya no está presente (no se indica en la letra si su ausencia se debe a muerte, separación matrimonial, divorcio o abandono). Los personajes son el padre, uno de sus hijos sin nombre y un niño pequeño llamado Tommy. El niño sin nombre le ruega a su padre que no llore, diciendo que encontrarán una nueva "mamá", e insta al padre a jugar con los niños como lo hacían en tiempos más felices.
| My pillow still wet From last night tears And as I think of giving up A voice inside my coffee-cup Kept crying but And ringing in my earsDon't cry daddy Daddy, please don't cry Daddy, you've still got me and little Tommy Together we'll find a brand new mommy Daddy, daddy, please laugh again Daddy ride us on your back again Oh, daddy, please don't cry | Hoy me tropecé de mi cama con el sonido de un trueno en mi cabeza Mi almohada aún mojada por las lágrimas de anoche Y mientras pienso en rendirme una voz dentro de mi taza de café siguió llorando sin embargo y zumbando en mis oídosNo llores papá Papá por favor no llores Papá aun me tienes a mi y al pequeño Tommy Juntos encontraremos una nueva mamá Papá. papá, sonríe nuevamente Papá, cárganos en tu espalda nuevamente Oh papá, ´por favor no llores |

## Grabación y lanzamiento
La canción fue escrita por Mac Davis y grabada por Elvis Presley los días 15 y 21 de enero de 1969. En noviembre de ese mismo año fue lanzada como sencillo. La pista rítmica se grabó el 15 de enero y la superposición vocal de Elvis el 21 de enero. La canción alcanzó el número 6 en la lista de éxitos Billboard Hot 100  y el número 8 en la lista de sencillos del Reino Unido. "Don't Cry Daddy" fue la primera entrada de Presley en el top 40 de la lista Country de Billboard en nueve años.
Elvis realizó grabaciones en vivo durante su segunda temporada en Las Vegas en febrero de 1970 y varias de ellas fueron publicadas. Durante la cena en el Hotel Internacional el 13 de agosto de 1970, grabó una versión que precedió a "In the Ghetto".

## Posicionamiento en listas
| Lista (1969-70)                           | Puesto |
| ----------------------------------------- | ------ |
| Australia (Goset)                         | 4      |
| Bélgica (Flanders)                        | 3      |
| Bélgica Ultratop 50 Singles Valonia       | 2      |
| Canadá                                    | 5      |
| Keener                                    | 2      |
| Nueva Zelanda Listener                    | 3      |
| Noruega                                   | 4      |
| Reino Unido (The Official Charts Company) | 8      |
| Estados Unidos Adult Contemporary         | 3      |
| Estados Unidos Hot Country Songs          | 13     |
| Estados Unidos Billboard Hot 100          | 6      |
| Sudáfrica (Springbok)                     | 3      |

## Dueto
En 1997, Lisa Marie Presley grabó un dueto de "Don't Cry Daddy" superponiendo su voz a la de su padre. Este vídeo fue presentado el 16 de agosto de 1997, en el concierto homenaje que marcó el 20 aniversario de la muerte de Elvis. La grabación tiene la voz original de Elvis, a la que se le añadió nueva instrumentación y la voz de Lisa Marie. 